# Michele Cammarano
Michele Cammarano (Napels, 25 februari 1835 - Napels, 21 september 1920) was een Italiaanse schilder, vooral bekend vanwege zijn oorlogsscènes.

## Biografie
Zijn opa was Giuseppe Cammarano, een schilder en decor ontwerper. Zijn vader was Salvadore Cammarano, een beroemde opera-librettist die schreef voor o.a. Giuseppe Verdi. Michele studeerde aan de Accademia di Belle Arti di Napoli in 1853.  Later,  studeerde hij met Gabriele Smargiassi, Giuseppe Mancinelli en de gebroeders Palizzi (Filippo en Giuseppe), schilders in de Naturalisme stijl. Michele had zijn eerste expositie in 1855 in het ""Real Museo Borbonico".

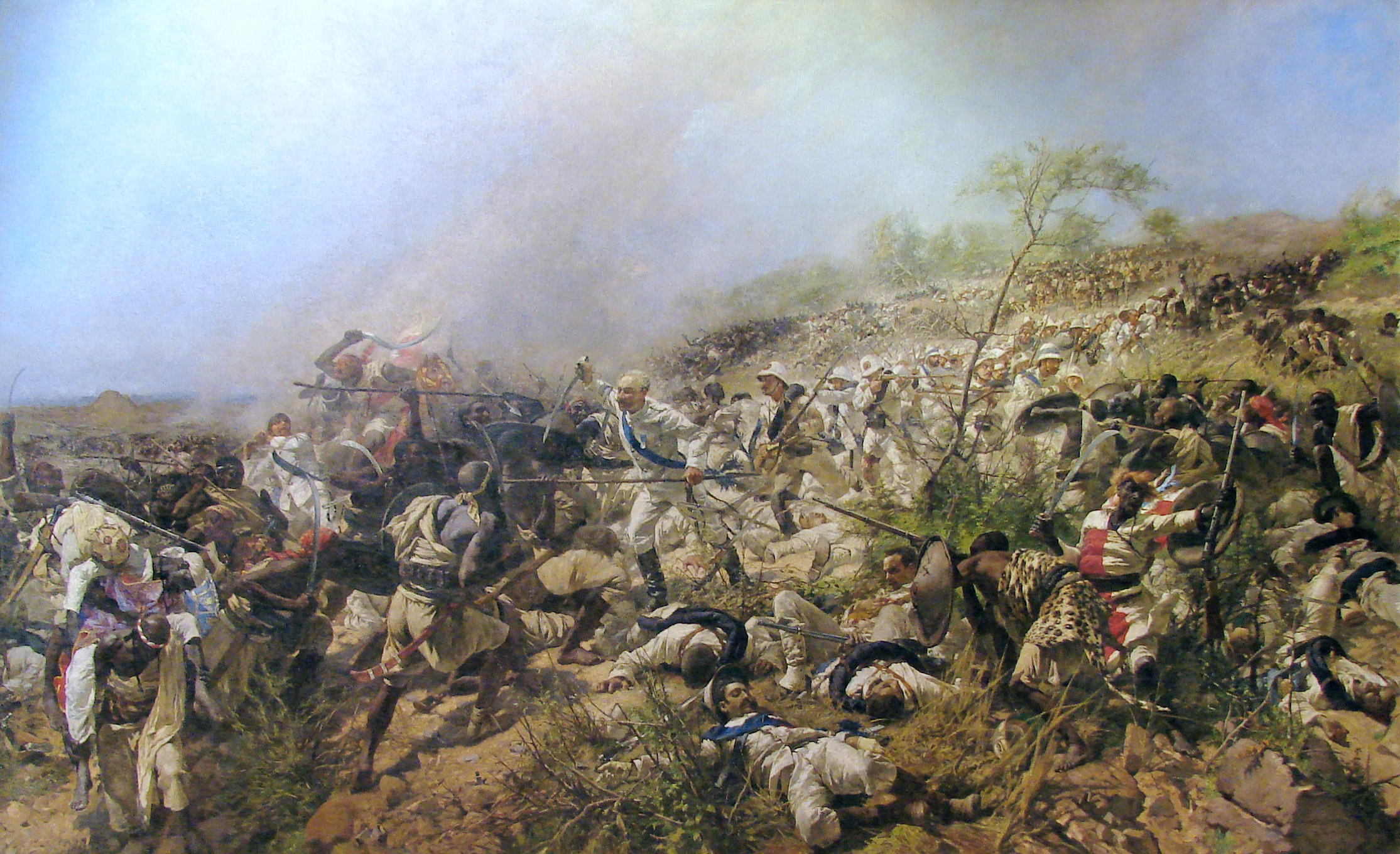
De Slag van Dogali (1887)

In 1860 was hij gefascineerd door Giuseppe Garibaldi en meldde zich aan bij de "Guardia Nazionale" om te helpen de brigantaggio te verslaan; een belangrijke stap in de Risorgimento (Italiaanse eenwording). Zijn ervaringen in de Guardia Nazionale hadden een belangrijke invloed op zijn artistieke carrière. Een kort verblijf in Florence na zijn dienst bracht hem in contact met Macchiaioli, die ook invloed had op zijn artistiek werk. In 1863 werd een van zijn schilderijen gekocht door koning Victor Emanuel II van Italië.
In 1865 verhuisde hij naar Rome en in 1867 naar Venetië. In 1870 leidde zijn bewondering voor het werk van Gustave Courbet hem naar Parijs. Hij was vastbesloten om Courbet te ontmoeten, wat ook lukte. Tijdens zijn verblijf in Parijs ontdekte hij het werk van Théodore Géricault.
In 1888 werd hij gevraagd door de Italiaanse overheid om een monumentaal schilderij te creëren waarin de Slag van Dogali (1887) werd afgebeeld. Nadat hij zich had verdiept in het land Abessinië en de lokale gebruiken, vertrok hij naar Massawa om het slagveld te inspecteren. Hij verbleef daar bijna 5 jaar om het schilderij af te maken. Terwijl hij daar was, schilderde hij ook landschappen en portretten van de lokale bevolking.
In 1900 werd hij leraar bij de academie in Napels. Daarna nam zijn productie af, hoewel hij nog een paar keer naar Sicilië afreisde om landschappen te schilderen.

## Schilderijen

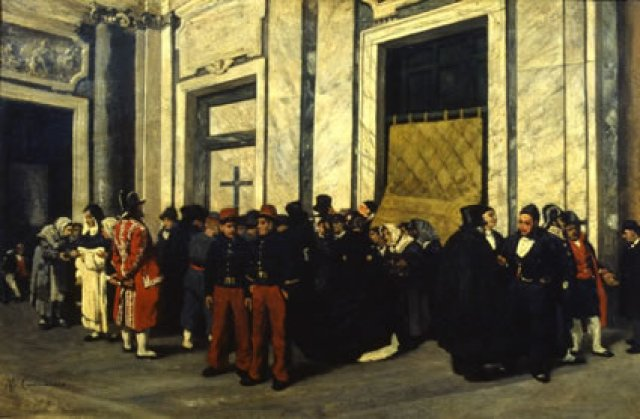
The Atrium of Santa Maria Maggiore (1865/66)
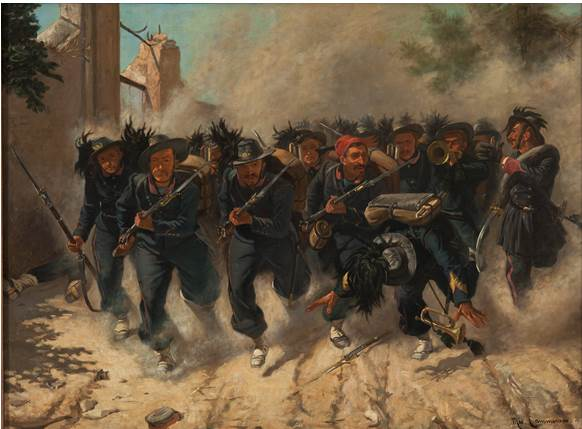
The Infantry at Porta Pia (1870s)
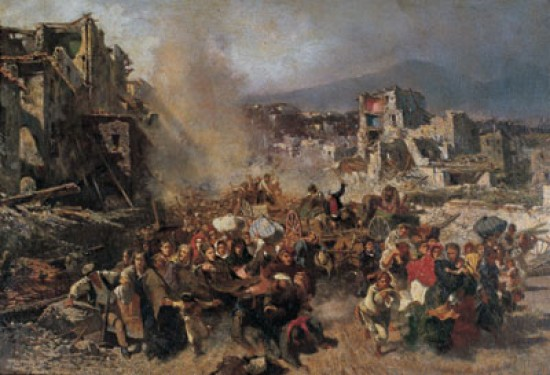
The Effects of an Earthquake (date unknown)
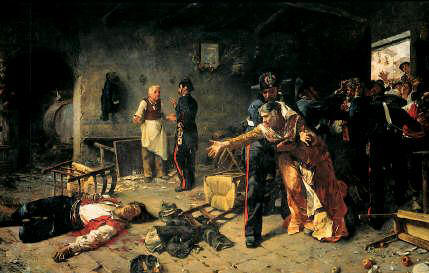
Game of Trumps (1886)

## Verder lezen
- Franco Girosi, Michele Cammarano (#54 in the series L'Arte per Tutti), Istituto Nazionale LUCE., 1934
- Michele Biancale, Michele Cammarano, Arti Grafiche Bertarelli, 1936
- Paolo Ricci, Michele Cammarano, Exhibition catalog, Società Promotrice di Belle Arti,  Salvator Rosa, 1959